# Manzac-sur-Vern

Manzac-sur-Vern este o comună în departamentul Dordogne din sud-vestul Franței. În 2009 avea o populație de 546 de locuitori.

## Evoluția populației
| An        | 1975 | 1982 | 1990 | 1999 | 2006 | 2009 |
| --------- | ---- | ---- | ---- | ---- | ---- | ---- |
| Populație | 420  | 417  | 488  | 505  | 509  | 546  |